# San Pietro a Maida
San Pietro a Maida là một đô thị thuộc tỉnh Catanzaro trong vùng Calabria phía nam Italia. Đô thị này có diện tích 16,3 km2, dân số 4282 người.
Các đô thị giáp ranh gồm Curinga, Jacurso, Lamezia Terme và Maida.